# Пискатор, Эрвин
Эрвин Пискатор (нем. Erwin Piscator; 17 декабря 1893, Грайфенштайн (Гессен) — 30 марта 1966, Штарнберг) — один из крупнейших немецких театральных режиссёров XX столетия, теоретик театра, коммунист.

## Биография
Эрвин Пискатор с 1913 года изучал историю искусств, философию и германистику в Мюнхенском университете; как актёр выступал на любительской сцене. Вскоре после начала Первой мировой войны Пискатор был призван в действующую армию в качестве рядового пехотинца. Весной 1915 года его полк занимал позиции в районе бельгийского Ипра, где впервые были применены отравляющие газы. «Моё летоисчисление, — напишет Пискатор в книге „Политический театр“, — начинается с 4 августа 1914 года… Тринадцать миллионов убитых, одиннадцать миллионов калек, пятьдесят миллионов марширующих солдат…».
Уцелев на войне, Пискатор в конце 1919 года открыл в Кёнигсберге авангардистский театр «Трибунал», на сцене которого ставил пьесы А. Стриндберга, Ф. Ведекинда, К. Штернхейма. Однако местные власти сочли репертуар и манеру игры труппы «нежелательными» и «неправильно влияющими на зрителя», и театр закрыли.

### В Берлине. 1920-е годы
В 1920 году вместе с молодыми актёрами и любителями из рабочих клубов Пискатор организовал в Берлине «Пролетарский театр». Не имея постоянного помещения, труппа давала свои спектакли в основном на сценах рабочих клубов. Одним из первых в Германии (в России его предшественником был Всеволод Мейерхольд) Пискатор выдвинул идею политического театра, в котором всё было бы подчинено задачам политической борьбы. Наиболее значимой постановкой этого периода был «День России» — часть политического обозрения из трёх небольших пьес: «Калеки», «У ворот», «День России». Представления при этом приходилось давать полулегально в залах рабочих собраний.
«Пролетарский театр» просуществовал меньше года, и Пискатор ещё около года искал новое место; в 1923—1924 годах вместе с драматургом Г. И. Рефишем он руководил Центральным театром, поставил пьесы «Мещане» А. М. Горького (1923), «Настанет время» Р. Роллана (1923), «Власть тьмы» Л. Толстого (1924).
В дальнейшем Пискатор получил возможность использовать Свободный народный театр (Freie Volksbühne Berlin). Здесь он поставил такие спектакли, как «Знамёна» (1924) и «Бурный поток» (1926), «Буря над Готландом» (1927) Велька. В этих постановках вымышленные события соединялись с действительными, прославляли героизм революции. Режиссёр использовал в своих спектаклях и кинематограф, подчёркивающий историзм происходящего. В финале «Знамени» над сценой загоралась красная звезда, а в «Буре над Готландом» — шла беседа Ленина с матросами. Другой успешной постановкой Пискатора, сделанной им по предложению руководства Коммунистической партии Германии, стало театральное обозрение «Вопреки всему» (1925). На сцене Большого Дома актёра были показаны события, происходившие в Германии с 1914 по 1919 год, заканчиваясь убийством Р. Люксембург и К. Либкнехта. Действие происходило в сложной конструкции, разделённой на ниши, коридоры и переходы.

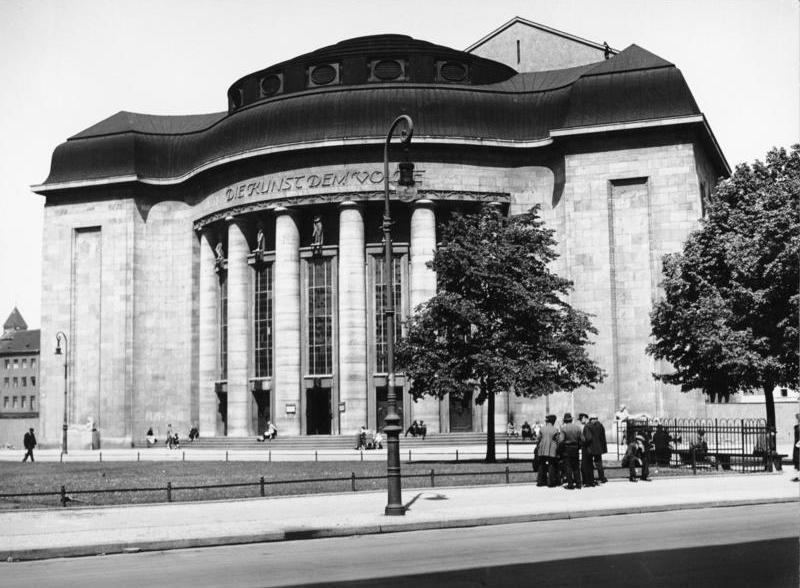
Свободный народный театр (Freie Volksbühne Berlin) в 1930-х годах

В основе многих спектаклей Пискатора лежали не пьесы, а специально написанные «под спектакль» режиссёрские сценарии. Иногда он обращался к классике, так, в 1926 году он поставил «Разбойников» Ф. Шиллера, однако в этом спектакле он переносил действие в XX век, а разбойников изображал как революционеров, борцов за народное дело. В этом спектакле режиссёр использовал метод монтажа, часто применявшийся им и дальнейшем — например, в спектакле «Гоп-ля, мы живём!» по пьесе Эрнста Толлера. На сцене был сооружён фасад многоквартирного дома, и действие происходило в освещаемых поочерёдно комнатках-ячейках.
В 1927 году Пискатор открыл в Берлине собственный театр — Театр Пискатора, дававший спектакли в помещении «Театр на Ноллендорфплатц». Здесь он поставил, в частности, пьесу А. Н. Толстого и П. Щёголева «Заговор императрицы», — у Пискатора она шла под названием «Распутин, Романовы, война и восставший против них народ». Постановка была приурочена к 10-летию Октябрьской революции, действие спектакля расширилось до октября 1917 года, режиссёр дописал более 10 новых эпизодов. При постановке применялась так называемая «сегментная сцена». На сцене Театра Пискатора шли «Гоп-ля, мы живем!» Э. Толлера, «Швейк» по роману Я. Гашека «Похождения бравого солдата Швейка», в котором на рампе размещались два двигавшихся в противоположных направлениях конвейера, на которых располагались персонажи, что подчёркивало непрерывность сценического действия.
В 1928 году театр пришлось закрыть из-за финансовых трудностей. В 1929 году театр под руководством Пискатора был вновь открыт в том же помещении; здесь была поставлена пьеса В. Меринга «Берлинский купец», в которой также был использован конвейер. Однако удалённость от рабочих окраин заставила Пискатора в 1930 году перенести свой театр в помещение «Вальнертеатра» в рабочем районе Берлина. Здесь Театр Пискатора давал свои спектакли до 1932 года, Пискатор создал при нём студию, поставил, в частности, пьесы «Луна слева» В. Билль-Белоцерковского (1930), «Тай-Янг пробуждается» Ф. Вольфа (1931), «Инга» А. Глебова (1931).
В эти же годы Пискатор работал над книгой «Политический театр» (вышла на немецком в 1929 году, в 1932 в УССР в украинском переводе, в 1934 — в РСФСР в русском переводе), в которой обобщал и анализировал свой творческий опыт.

### В эмиграции. 1932—1951
В 1931 году Эрвин Пискатор переехал в СССР, в 1934 году был избран председателем Международного объединения революционных театров. В 1934 году снял художественный фильм «Восстание рыбаков» по повести А. Зегерс. В 1936 году в Горьком приступил к съемкам фильма «Красное немецкое Поволжье» с Каролой Неер, но работа осталась незавершённой: в том же году по политическим мотивам покинул Советский Союз и поселился во Франции, где выступал в поддержку республиканской Испании. В 1939 году эмигрировал в США.
В Нью-Йорке основал «Драматическую мастерскую» (Dramatic Workshop), в которой преподавали Ханс Эйслер, Брукс Аткинсон, Джордж Сёлл, Ли Страсберг. Среди американских учеников Пискатора — драматурги Артур Миллер и Тенесси Уильямс, актёры Марлон Брандо, Гарри Белафонте, Тони Кёртис. Ставил спектакли на частных сценах и в театральных студиях Нью-Йорка — пьесы У. Шекспира, Дж. Б. Шоу, О’Нила, В. Борхерта, Ж. П. Сартра. Технические возможности этих сцен были ограничены, тем не менее Пискатор оставил значительный след в истории американского театра.

### Последние годы
В 1951 году Эрвин Пискатор получил повестку о публичном слушании его дела на Комиссии по расследованию антиамериканской деятельности и был вынужден вернуться в Европу. В течение десяти лет работал в разных театрах Западной Германии и за её пределами в качестве гастролирующего режиссёра. С 1955 года жил в Западном Берлине, где на сцене «Шиллер-театра» поставил спектакль по мотивам «Войны и мира» Л. Толстого. Спектакль имел большой успех, и в дальнейшем Пискатор ставил «Войну и мир» ещё 5 раз, в том числе в Швеции.
В 1962 году возглавил западноберлинский театр «Фрайе Фольксбюне», где осуществил ряд выдающихся постановок, в том числе «Робеспьер» Ромена Роллана, пьес современных немецких драматургов — Петера Вайса, Рольфа Хоххута, Хайнера Киппхардта. Отдав предпочтение Западному Берлину, часто посещал и театры столицы ГДР, поддерживал тёплые отношения с деятелями культуры, с которыми сблизился ещё в 20-х годах: Б. Брехтом, Е. Вайгель, Х. Эйслером Э. Бушем.
В 1958 году награждён Командорским крестом ордена «За заслуги перед ФРГ».

## Творчество

### Театральные постановки
Центральный театр
- 1923 — «Мещане» А. М. Горького
- 1923 — «Настанет время» Р. Роллана
- 1924 — «Власть тьмы» Л. Н. Толстого
- 1924 — «Обозрение Красный балаган» (Revue Roter Rummel, или RRR) Ф. Гасбарры

«Фольксбюне»
- 1924 — «Знамёна» А. Паке
- 1925 — «Парус над горизонтом» Леонхардта
- 1925 — «Кто плачет о Юкенаке» Рефиша
- 1927 — «На дне» А. М. Горького
- 1927 — «Буря над Готландом» Э. Велька
- 1927 — «Бурный поток» А. Паке

Театр Пискатора
- 1927 — «Гоп-ля, мы живем!» Э. Толлера
- 1927 — «Распутин, Романовы, война и восставший народ», по мотивам пьесы А. Н. Толстого и П. Щёголева «Заговор императрицы»
- 1928 — «Швейк» по роману Я. Гашека «Похождения бравого солдата Швейка»,
- 1928 — «Конъюнктура» Л. Ланиа
- 1929 — «Берлинский купец» В. Меринга
- 1930 — «Луна слева» В. Билль-Белоцерковского
- 1931 — «Тай-Янг пробуждается» Ф. Вольфа
- 1931 — «Инга» А. Глебова

Мангеймский театр
- 1947 — «Разбойники» Ф. Шиллера
- 1947 — «Обыватель и поджигатели» М. Фриша
- 1954 — «Охота на ведьм» А. Миллера

«Фрайе Фольксбюне»
- 1963 — «Робеспьер» Р. Роллана
- 1964 — «Дело Оппенгеймера» Хайнара Кипхардта
- 1965 — «Дознание» П. Вайса

В других театрах
- 1955 — «Война и мир» Л. Толстого (Шиллер-театр, Берлин)
- 1960 — «Мамаша Кураж и её дети» Б. Брехта (Городской театр, Кассель)
- 1962 — «Диалоги беженцев» Б. Брехта («Каммершпиле», Мюнхен)

### Фильмография
- 1934 — Восстание рыбаков